# Abend – Nacht – Morgen
Abend – Nacht – Morgen ist ein deutscher Kriminalfilm von Friedrich Wilhelm Murnau aus dem Jahre 1920.

## Handlung
Maud und ihr Bruder Brilburn wollen den reichen Cheston ausnehmen. Cheston kauft für sie eine teure Perlenkette, die er abends in seinem Klub herumzeigt. Um die Kette vor Dieben zu schützen, sperrt er sie abends in einen Tresor ein. Bei dem Versuch des Spielers Prince diese zu stehlen, überrascht ihn Cheston, der daraufhin von Prince erwürgt wird. Als Brilburn, der dieselbe Idee hat und zu spät kommt, die Leiche findet und ebenfalls überrascht wird, ist er der Hauptverdächtige. Detektiv Ward findet jedoch den wahren Schuldigen anhand von Tabakkrümeln.

## Hintergrund
Gedreht wurde der Film in den Studios des Lixie-Ateliers in Berlin-Weißensee und produziert von der Firma Helios. Erstverleiher war die Decla-Bioscop-Verleih GmbH, Berlin. Für die Bauten war Robert Neppach zuständig. Der Film hatte eine Länge von fünf Akten auf 1700 bzw. 1713 Metern (ca. 94 Minuten) und 105 Zwischentitel.
Die Reichsfilmzensur belegte ihn am 6. September 1920 (Nr. 385) mit einem Jugendverbot. Die Uraufführung fand am 17. September 1920 in den Decla-Lichtspielen Unter den Linden  oder am 24. September 1920 statt. Der Film gilt als nicht erhalten.
Murnau bekannte sich nicht zu seiner Arbeit als Regisseur, da er nicht im Vorspann genannt wurde. Die Filmkritik seiner Zeit lobte den Film für seine vornehme Ausstattung und die geschickt eingesetzten Licht- und Schattenspiele.